# August Münzebrock (Politiker)

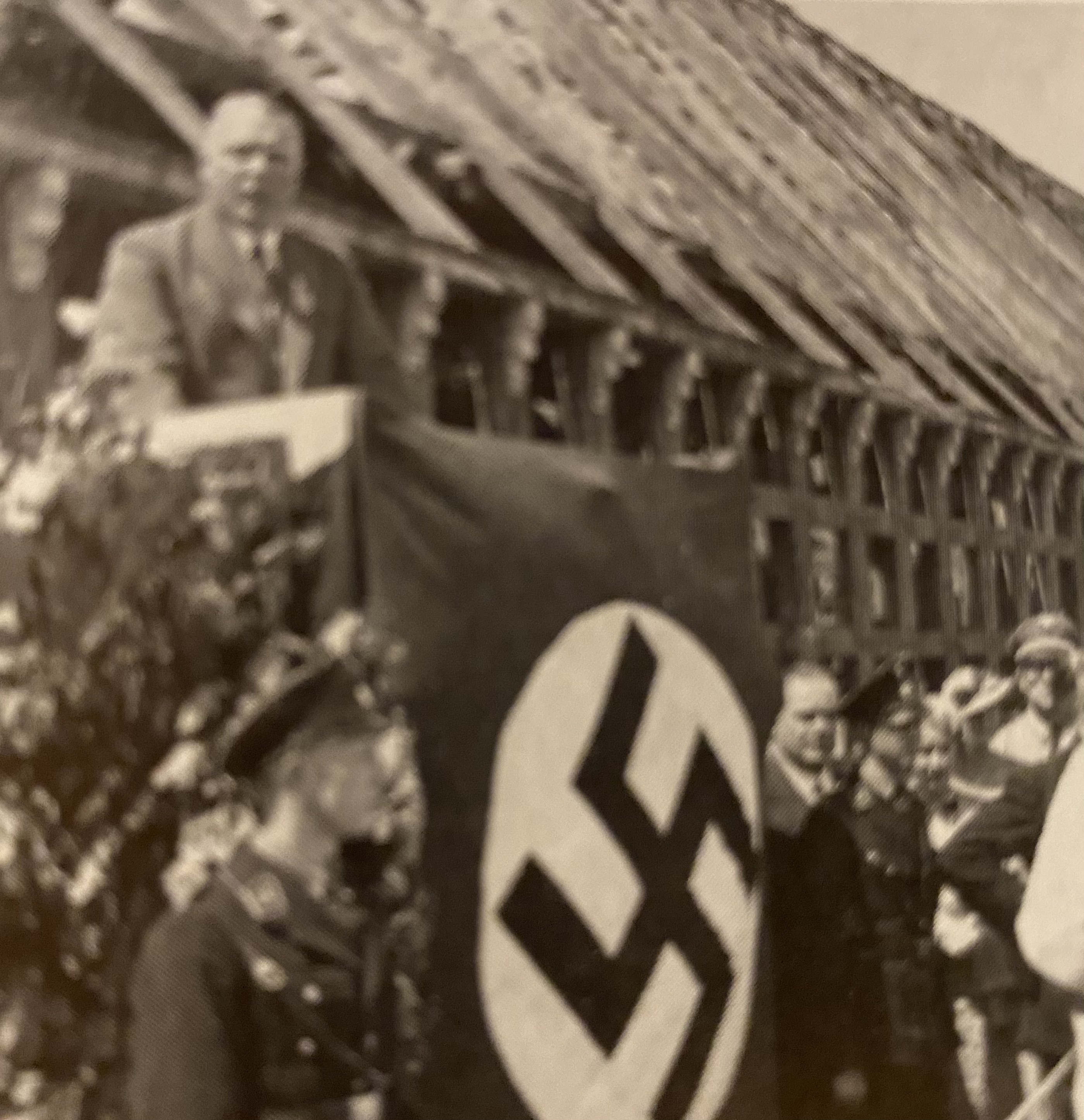
Landrat Münzebrock bei einer Rede im Museumsdorf 1935, anlässlich des 500-jährigen Stadtjubliäums

August Münzebrock (* 3. Oktober 1893 in Oldenburg; † 3. Dezember 1974 ebenda) war ein deutscher Politiker (NSDAP). Er bekleidete von 1933 bis Kriegsende das Amt des Amtshauptmanns (ab 1939 Landrat) in Cloppenburg.

## Leben und politische Karriere
Nach einem Jurastudium trat Münzebrock 1924 in den oldenburgischen Staatsdienst ein. Tätigkeiten an verschiedenen Stellen des Oldenburger Staatsapparats führten 1928 zur Ernennung zum Amtshauptmann in Wildeshausen und schließlich wurde er 1933 Amtshauptmann im Landkreis Cloppenburg, der im selben Jahr deutlich erweitert worden war. Münzebrock trat zum 1. Mai 1933 der NSDAP bei (Mitgliedsnummer 3.174.384). Laut seinen eigenen Aussagen hegte er trotz anfänglicher Ablehnung seit den Auftritten Adolf Hitlers in der Münsterlandhalle in Cloppenburg Sympathien für den Nationalsozialismus. 1936 wurde er förderndes Mitglied der SS.
Mit dem Kreisleiter der NSDAP in Cloppenburg, Willi Meyer-Wendeborn, arbeitete der Landrat eng zusammen, ein keinesfalls selbstverständliches Verhalten, das weiter für seine Nähe zur Partei spricht.
Gemeinsam mit Gauleiter Röver und Heinrich Ottenjann engagierte er sich stark für die Etablierung eines vergrößerten Museumsdorfes Cloppenburg, da er laut einer Beurteilung durch den SD hoffte, durch dieses Projekt eine unmittelbare Nähe zum Kreis um den Gauleiter aufzubauen. Das vergrößerte Museumsdorf entstand nicht zuletzt durch die Finanzierung aus Mitteln der Landesfürsorge, die eigentlich Menschen mit Behinderung und Pflegebedürftigen hätten zugutekommen müssen.
Am 14. April 1945 wurde Münzebrock von der britischen Militärregierung als Landrat von Cloppenburg abgesetzt, als Nachfolger wurde Hermann Ostmann benannt. Münzebrock und Wilhelm Sümpelmann, der als Ortsgruppenleiter den Bürgermeister von Cloppenburg seit einigen Jahren vertrat, wurden interniert.
Im Entnazifizierungsverfahren wurde er in die Kategorie V, entlastet, eingestuft. Er starb am 3. Dezember 1974 in seinem Geburtsort Oldenburg.

## Wirken im Landkreis Cloppenburg
Münzebrock galt als fähiger Verwaltungsangestellter und konnte in den wirtschaftlich eher schwierigen 1930er Jahren im Landkreis Cloppenburg einige Projekte initiieren, die später positive Auswirkungen zeigen sollten, insbesondere im schwächeren Norden des Landkreises. Hier sind Erfolge im Wege- und Wohnungsbau, in der Meliorisation von Brach- und Moorlandschaften sowie bei Flussregulierungen nennenswert.
Als Landrat betrieb er die Durchsetzung des oldenburgischen Gleichschaltungsgesetzes vom 5. Juli 1933 und bestätigte nur Gemeindevorstände im Amt, die der NSDAP zugeneigt waren.

### Verfolgung von Minderheiten und Dissidenten

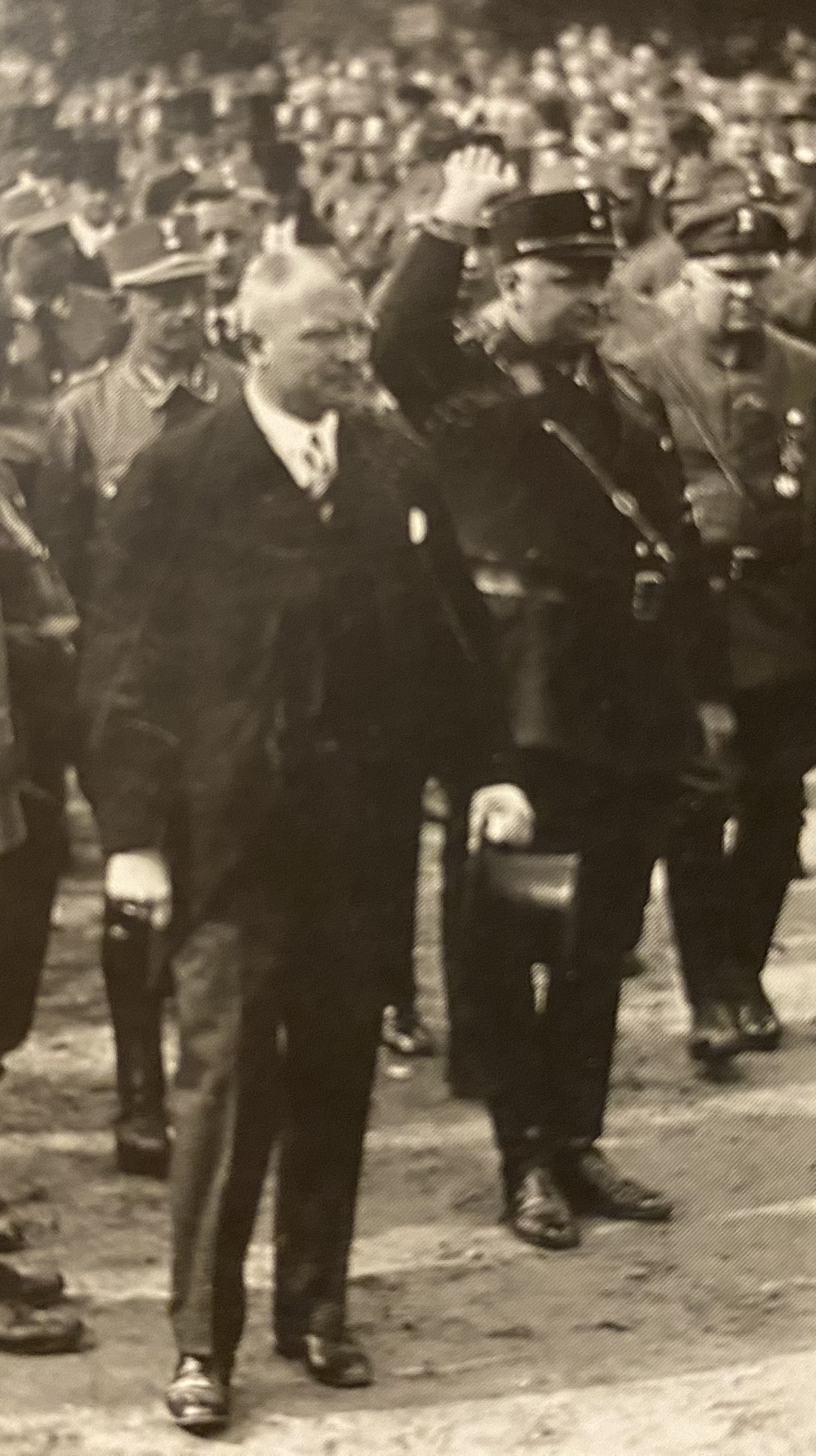
Landrat Münzebrock bei der Cloppenburger Gewerbeausstellung 1935. Rechts hinter ihm Gauleiter Röver

August Münzebrock beteiligte sich als Landrat in verschiedenen Bereichen an der Gewaltherrschaft des Nationalsozialismus und setzte die Verfolgung und Unterdrückung von Minderheiten und Andersdenkenden durch.
Die diskriminierenden NS-Gesetze gegenüber der jüdischen Bevölkerung setzte er in Cloppenburg um. So sind neben Berufsverboten auch der Einzug von Führerscheinen der jüdischen Bewohner nachweisbar. Er plädierte für die Erfassung der in Cloppenburg verbliebenen Juden in zu ihrem Zustand und ihren Fertigkeiten passenden Arbeitskolonnen, so dass in der Cloppenburger Bevölkerung keine Unruhe entstehe. Nach der Reichspogromnacht, in der sowohl der Amtshauptmann wie auch der Kreisleiter unbeteiligt erscheinen, nahm er sich der Arisierung jüdischen Eigentums an und empfahl dem Bürgermeister, die jüdische Bevölkerung für die entstandenen Schäden haftbar zu machen.
Die Verfolgung von katholischen Geistlichen ist in mehreren Fällen belegt. So setzte sich der Landrat etwa für eine KZ-Internierung des Geistlichen Joseph Diersen aus Barßel ein und sorgte für die Unterbringung des Peheimer Pfarrers Gottfried Engels der Heil- und Nervenanstalt Wehen. In einer Reihe weiterer Fälle bestellte er alleine oder zusammen mit Kreisleiter Meyer-Wendeborn Geistliche ein und drohte mit Repressalien.
Den Vorgängen um die Aktion T4 stand Münzebrock nur insoweit skeptisch gegenüber, wie sie nicht durch das nationalsozialistische Recht abgedeckt seien. In seinem 1962 erschienenen Bericht zu seiner Zeit als Amtshauptmann gab er zu, von diesen Vorgängen Kenntnis gehabt zu haben. Als Reaktion auf die Predigten von Galens gegen die Euthanasie-Aktionen empfahl er, dem Bischof eine Vorzensur aufzuerlegen und ihn bei Verstößen gegen diese Zensur hinzurichten.
1943 wurden Sinti- und Roma-Familien aus Altenoythe in einer Großrazzia verhaftet und in das KZ Auschwitz beziehungsweise ins KZ Buchenwald deportiert, nur zwei Angehörige dieser Familien blieben am Leben. Münzebrock hat zusammen mit dem NS-Kreisleiter die Diskriminierung der Familien durch Eingaben bei den zuständigen Stellen betrieben, dies führte schließlich zur Deportation. Darunter fällt vor allem die behördliche Einstufung von Sinti- und Roma-Kindern als „arbeitsscheu“ und „asozial“ und die Empfehlung sie in Lager unterbringen zu lassen.

## Apologien
1962 veröffentlichte Münzebrock eine apologetische Schrift zu seinem Wirken in Cloppenburg unter dem Titel Amtshauptmann in Cloppenburg 1933–1945.  Der ehemalige Landrat versucht darin darzustellen, dass er gegen die Maßnahmen des NS-Staates eingriff und die Auswirkungen der nationalsozialistischen Gewaltherrschaft somit abmilderte. Er verwies insbesondere auf seine Auseinandersetzungen mit der SS, auf den Erhalt der Münsterländischen Tageszeitung und sein vermeintliches Entgegenkommen im Kreuzkampf. Dieses Bestreben wiederholte Münzebrock in einem Artikel in der Wochenzeitschrift Kirche und Leben vom 21. Februar 1971, hier mit Blick auf den Kreuzkampf.
Einem objektiven historischen Urteil, auf Grundlage der überlieferten Akten, hält diese Selbsteinschätzung nicht stand. Gemeinsam mit Kreisleiter Meyer-Wendeborn beteiligte sich Münzebrock aktiv an der Arisierung jüdischen Eigentums in Cloppenburg, setzte die Diskriminierung der jüdischen Mitbürger durch und betrieb die Verfolgung katholischer Geistlicher und der Sinti und Roma. Von den Euthanasie-Aktionen (Aktion T4) im Dritten Reich hatte er nicht nur Kenntnis, sondern billigte diese offen, sofern sie durch die NS-Rechtsprechung sanktioniert seien. In einer Beurteilung durch den Sicherheitsdienst hieß es 1938, dass der Landrat ohne Zweifel positiv gegenüber dem NS-Staat eingestellt sei und sich durch seinen Hass auf die katholische Kirche auszeichne.